# Alzsan Muszurbekovics Zsarmuhamedov
Alzsan Muszurbekovics Zsarmuhamedov, kazakul: Әлжан Мүсірбекұлы Жармұхамедов, oroszul: Алжан Мусурбекович Жармухамедов (Tavakszaj, 1944. október 2. – Moszkva, 2022. december 3.) olimpiai és Európa-bajnok szovjet-kazak kosárlabdázó.

## Pályafutása

### Klubcsapatban
1967 és 1969 között a SZKA Taskent játékosa volt. 1969 és 1980 között a CSZKA Moszkva kosárlabdázója volt, ahol tíz szovjet bajnoki címet és két kupagyőzelmet ért el. Tagja volt az 1971-es BEK-győztes csapatnak. 1981-ben a taskenti Universzitet csapatában fejezte be az aktív játékot.

### A válogatottban
Két olimpián vett részt. Az 1972-es müncheni olimpián arany-, majd az 1976-os montréalin bronzérmet szerzett a szovjet válogatott tagjaként. A világbajnokságokon egy-egy ezüst- és bronzérmet szerzett. 1967 és 1979 között az Európa-bajnokságokon három arany- és egy ezüstérmet nyert.

## Sikerei, díjai
Szovjetunió
- Olimpiai játékok
  - aranyérmes: 1972, München
  - bronzérmes: 1976, Montréal
- Világbajnokság
  - ezüstérmes: 1978
  - bronzérmes: 1970
- Európa-bajnokság
  - aranyérmes (3): 1967, 1971, 1979
  - ezüstérmes: 1975

 CSZKA Moszkva
- Szovjet bajnokság
  - bajnok (10): 1970, 1971, 1972, 1973, 1974, 1976, 1977, 1978, 1979, 1980
- Szovjet kupa
  - győztes (2): 1972, 1973
- Bajnokcsapatok Európa-kupája (BEK)
  - győztes: 1971